# Майданак (плато)
Майданак — высокогорное плато Гиссарского хребта (Республика Узбекистан, Кашкадарьинская область) с двумя пологими вершинами, на одном из отрогов которого расположена астрономическая Обсерватория Майданак (западная вершина), а на другом Командно-измерительный комплекс «Майданак» (восточная вершина). Находится в 45 километрах к югу от Шахрисабз. Высота 2750 м. Майданак - это самая южная вершина массива Хантахта в правобережье реки Игрису. Переводится с узбекского как «майдан-ок» — «белая площадь».